# Антоновича, 23
Сади́ба Ку́чера розташована на вулиці Антоновича, 23. Складається з головного будинку на червоній лінії (№ 23) і флігелів у глибині подвір'я (№ 23-б і 23-в). Будівля № 23 — характерний зразок прибуткових будинків кінця XIX сторіччя. Ренесансний фасад відзначається пишністю.
Рішенням виконавчого комітету Київської міськради народних депутатів № 49 від 21 січня 1986 року і наказом Головного управління охорони культурної спадщини № 53 від 25 вересня 2006 року внесена до обліку пам'яток архітектури та історії.

## Будівництво і використання будівлі

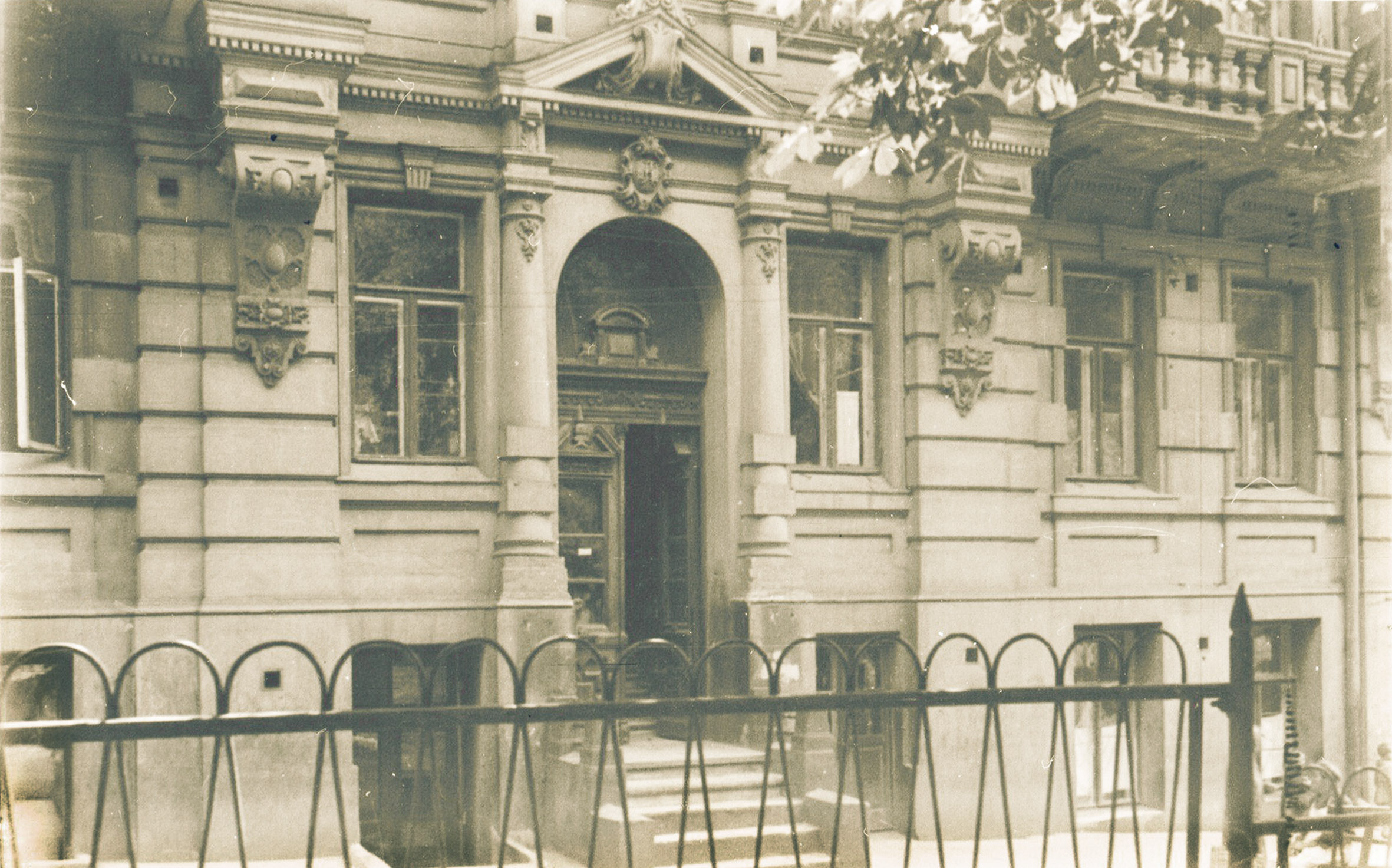
Парадний вхід (фото близько 1932 року)

Станом на 1882 рік ділянкою володів Станіслав Козловський. Близько 1899 року новим власником став київський купець першої гільдії, підрядник Лейба Файвелевич Кучер (Лев Кучеров). Тоді ж він почав зводити будинки за проектом архітектора Володимира Ніколаєва. Кучер прагнув перевершити своїх конкурентів, серед яких найуспішнішими були київські купці першої гільдії і підрядники Лейба Гінзбург (1858 —- близько 1926), Лазар Павлович Чернояров (1837—1909) і будівельний підрядник Іван Васильович Єрохін. Однак Будинок Гінзбурга виявився пишнішим, до того ж, ще й найвищим у Києві.
У 1914—1916 роках у будинку № 23 мешкав композитор, диригент Рейнгольд Глієр.
1922 року садиба націоналізована більшовиками.

## Архітектура

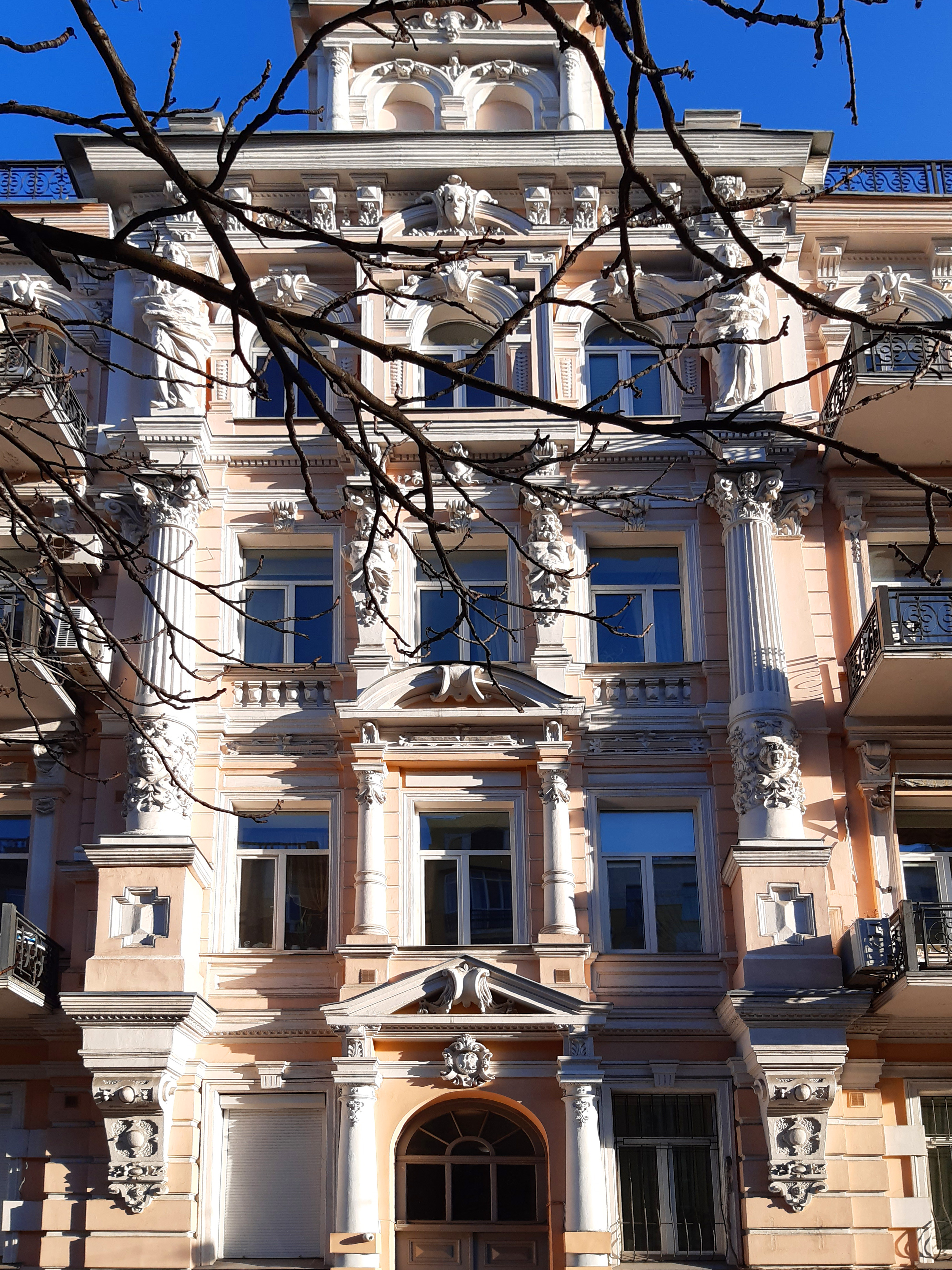
Фасад

Головний чотириповерховий будинок зведено у 1899—1900 роках на червоній лінії забудови вулиці. Чоловий фасад оформлений у стилі неоренесанс із надзвичайною пишністю.
Цегляна, тинькована споруда має підвал. У плані Т-подібна, односекційна.
Композиція чолового фасаду симетрична. Її підкреслено центральною і фланговими розкріповками. Розкріповки акцентовано корінфськими колонами на рівні другого і третього поверхів. Первісно будівлю вінчали дві бокових вежки і центральна з флюгером на шпилі, які не збереглись. Площини стіни прорізано прямокутними, а на четвертому поверсі — напівциркульними вікнами. Перший поверх і центральний ризаліт декорований рустом.
Фасад оздоблений різноманітним декором і скульптурами. Дві каріатиди містяться на четвертому поверсі, дві герми  — на третьому, маскарони — на фризі й базах колон, а також ліпний рослинний орнамент по всій площині.
Над парадним входом розміщений картуш із літерою «К» — ініціалом Кучера.
Тильний фасад декоровано скромно, за допомогою цегляного мурування. 
Флігелі зведені у цегляному стилі.
Будинок № 23-б має чотири поверхи, напівпідвал, одну секцію. Композиція — симетрична, підкреслена розкріповками.
Цеглою оформлені чарунковий карниз, лізени між вікнами, поребрик. Сходову клітку перекрито скляним ліхтарем. Напівпідвал частково виділили приямками.
Триповерховий будинок № 23-в розташований на тильній межі садиби. Фасад фланкований ризалітами. З флангів розташовані парадні кам'яні та чорні дерев'яні сходи. Декорований цеглою.

## Галерея

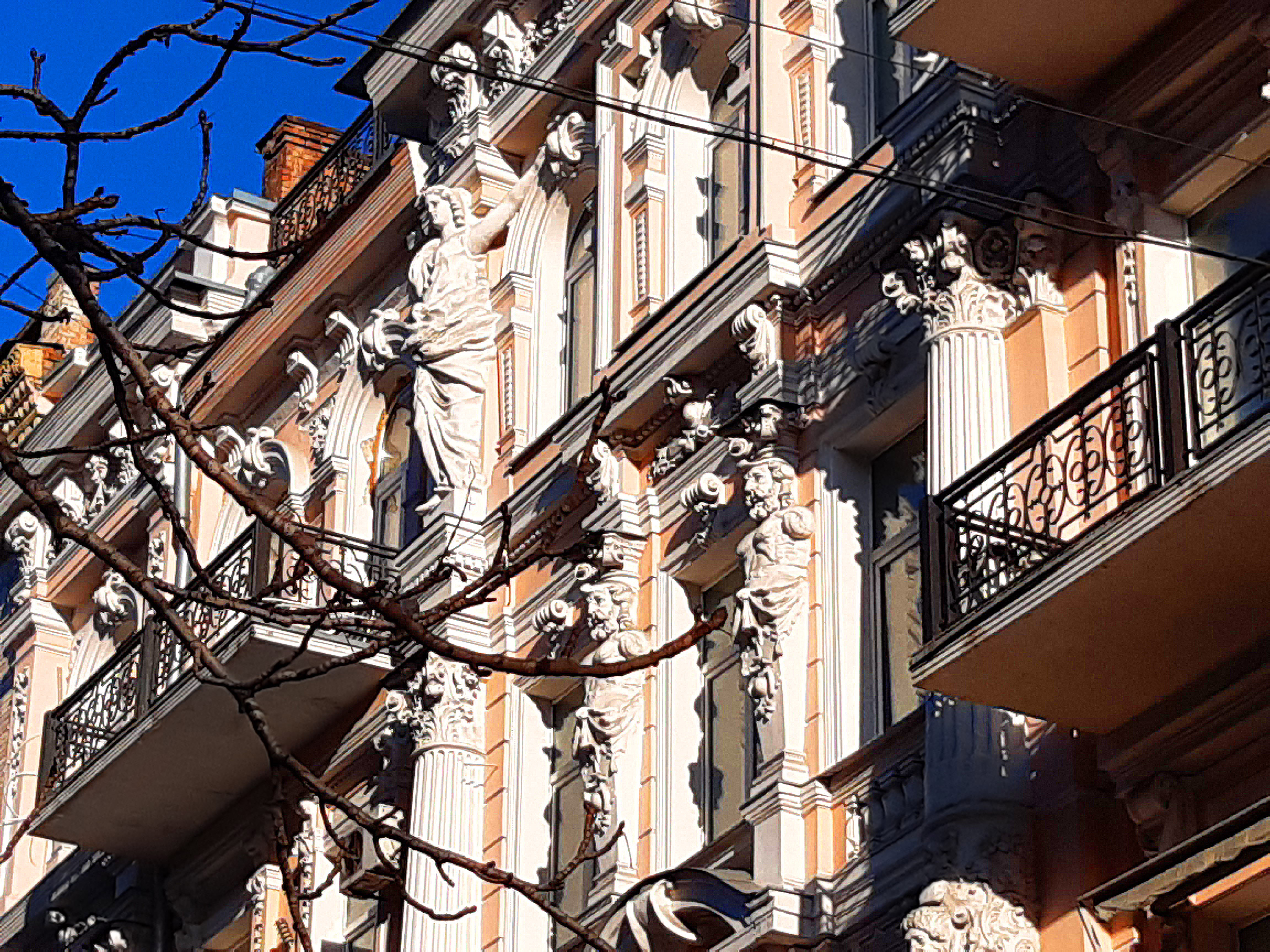
Каріатиди і герми
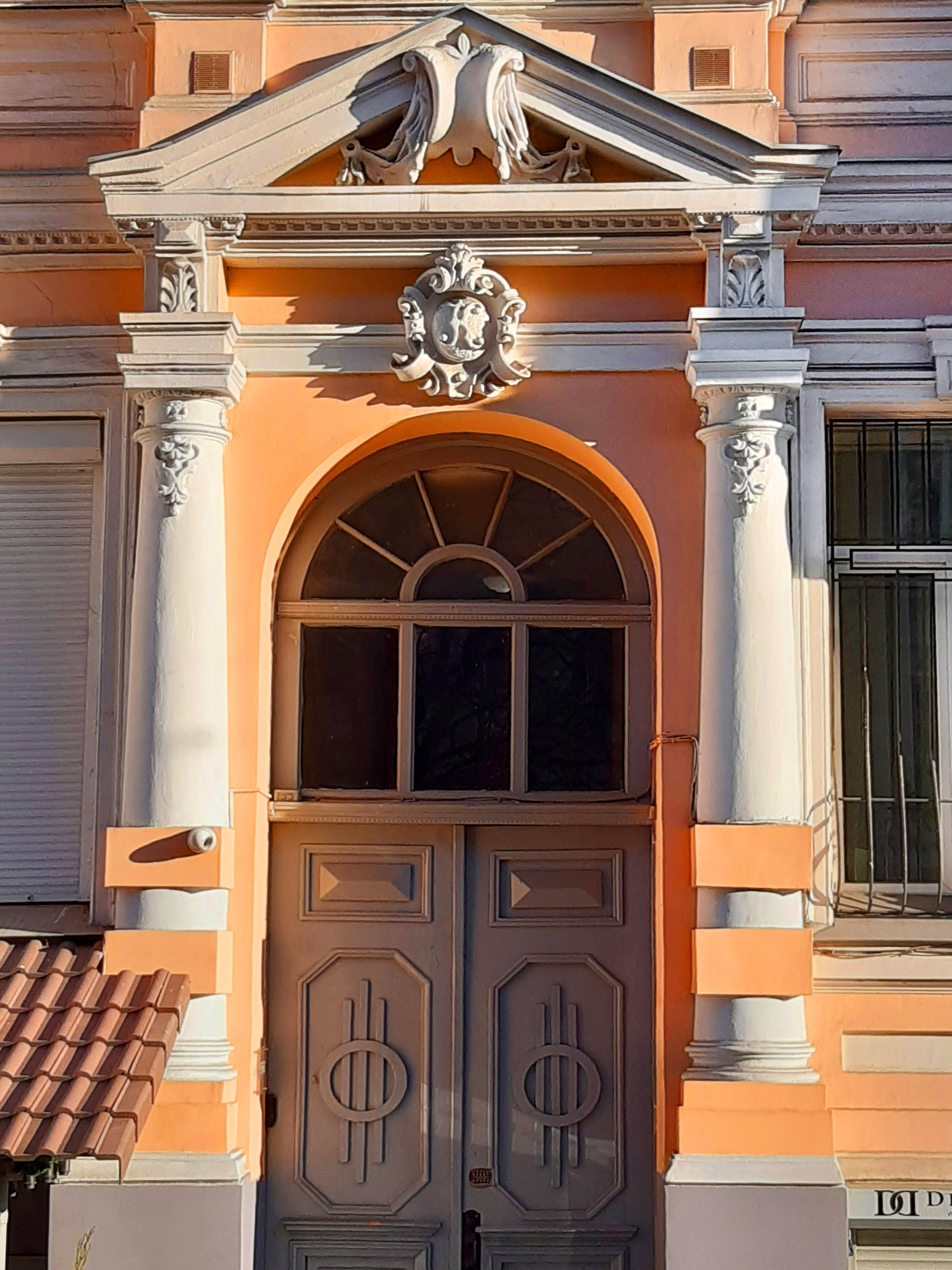
Над входом картуш з ініціалом власника
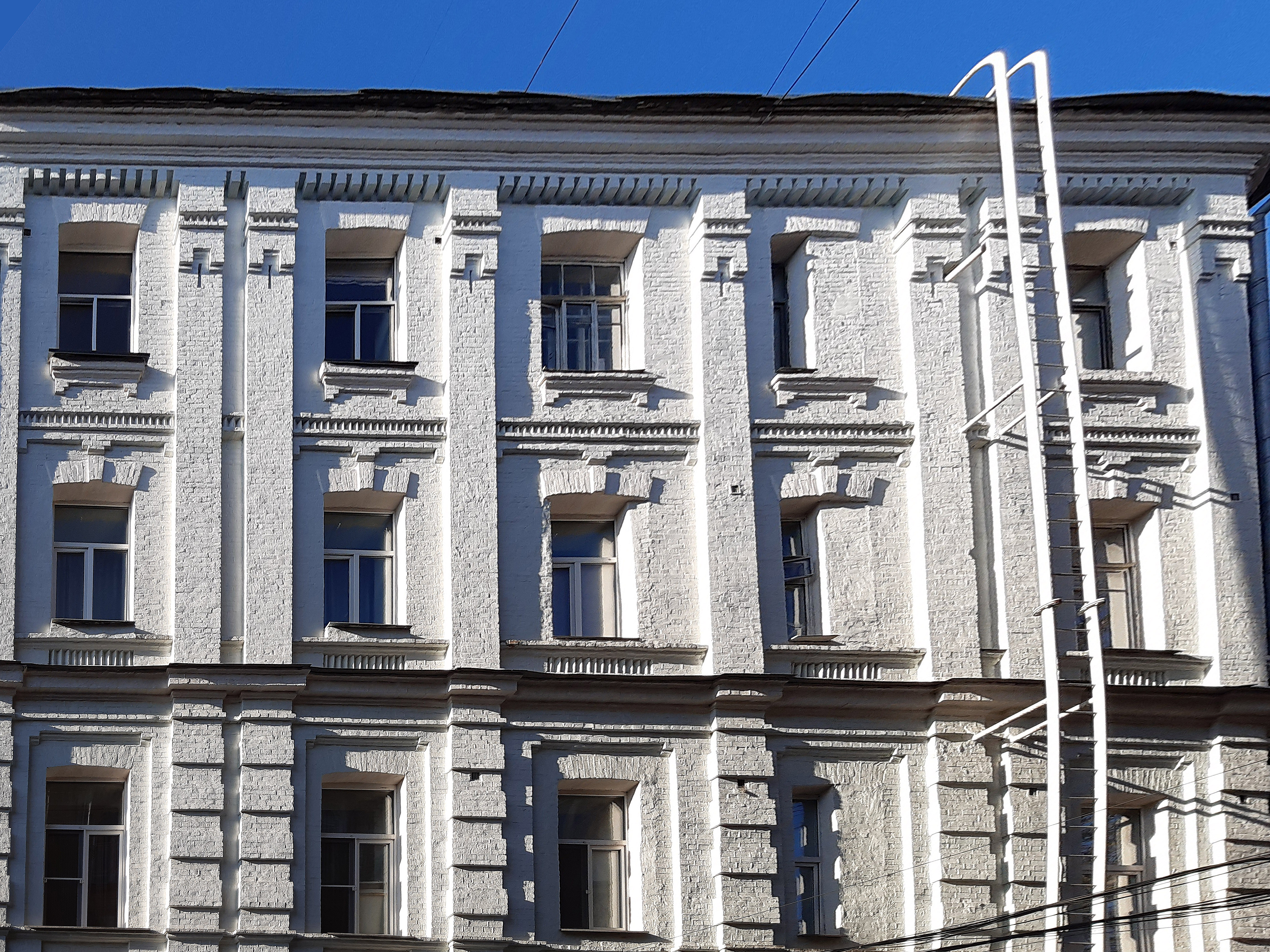
Тильний фасад головного будинку
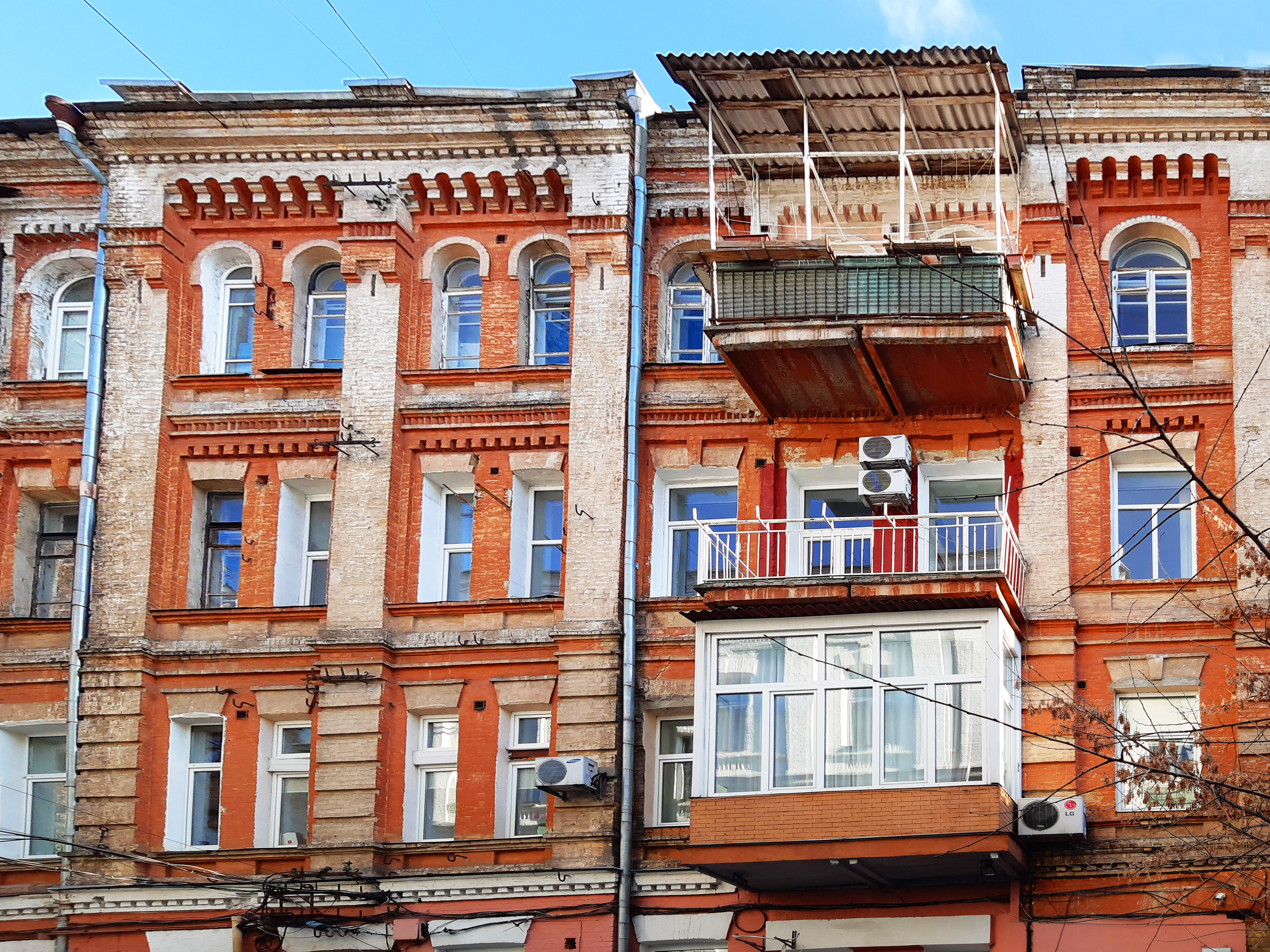
Флігель № 23-б, спотворений заскленим балконом